# Thesium lineatum
Thesium lineatum är en sandelträdsväxtart som beskrevs av Carl von Linné d.y.. Thesium lineatum ingår i släktet spindelörter, och familjen sandelträdsväxter. Inga underarter finns listade i Catalogue of Life.